# 第45回ボストン映画批評家協会賞
第45回ボストン映画批評家協会賞（だい45かいボストンえいがひひょうかきょうかいしょう、45th Boston Society of Film Critics Awards）は、2024年の映画を対象とした映画賞で、2024年12月8日に受賞者が発表された。

## 受賞一覧
- 作品賞
  - 『ANORA アノーラ』

- 監督賞
  - ショーン・ベイカー - 『ANORA アノーラ』

- 主演男優賞
  - ティモシー・シャラメ - 『名もなき者/A COMPLETE UNKNOWN』

- 主演女優賞
  - マイキー・マディソン - 『ANORA アノーラ』

- 助演男優賞
  - エドワード・ノートン - 『名もなき者/A COMPLETE UNKNOWN』

- 助演女優賞
  - ダニエル・デッドワイラー - 『ピアノ・レッスン』

- 脚本賞
  - ショーン・ベイカー - 『ANORA アノーラ』

- 脚色賞
  - 『Nickel Boys』

- アニメ映画賞
  - 『Flow』

- ドキュメンタリー映画賞
  - 『ノー・アザー・ランド 故郷は他にない』

- 撮影賞
  - 『ブルータリスト』

- 編集賞
  - 『チャレンジャーズ』

- 音楽賞
  - 『ブルータリスト』

- 新人映画製作者賞
  - アニー・ベイカー（英語版） - 『Janet Planet』

- 外国語映画賞
  - 『世界の終わりにはあまり期待しないで（英語版）』

- アンサンブル・キャスト賞
  - 『シンシン/SING SING』